# 2018年阿塞拜疆總統選舉
2018年阿塞拜疆總統選舉於2018年4月11日舉行。长期执政的阿塞拜疆時任總統伊利哈姆·阿利耶夫再次赢得连任选举。反对党抵制了这次選舉。
本次總統選舉原定於2018年10月举行，但是由于与其它几项重大活动的日期冲突，所以提前舉行。
阿塞拜疆的选举官员表示没有收到任何選舉舞弊的投诉。不过，一些反对派人士说，有些选民多次投票。